# 何漢權
何漢權，BBS，MH（？—），現職國史教育中心（香港）校長，資深教育界人士，教育評議會主席，風采中學前校長及香港教育大學兼任講師。擁有教育文憑資歷，曾獲頒特區榮譽勳章。2020年10月獲頒銅紫荊星章。

## 教育工作
何漢權早年在澳門成長，就讀澳門海星中學小學部。其母親曾於該校任教。何漢權及後入讀澳門慈幼中學。來到香港生活之後曾在九龍珠海書院中學部就讀預科。他畢業於國立臺灣大學歷史系。他擁有20多年前線教學經驗，80年代曾經於五育中學 (香港)擔任中國歷史科科主任、訓導主任、教務主任、課外活動主任及校長，其後擔任香港浸會大學教育學院兼任講師。

### 對設立國民教育科的立場
何漢權曾表示國民教育科是將中國歷史科分件拆散，形同替中史「割脈」，更以「亡國論」形容相關香港教育制度改革。

### 對中國歷史科的立場
何漢權出席商業電台《政好星期天》節目時指出在歷史洪流中，有文革、六四等不開心事件，但亦有改革開放等偉大的進程，認識歷史有助了解國家發展、國情、國學文化等，更可鑑古知今、建議將中國歷史列為高中必修科。部分青年較激進是出於不認同國家，作為老師會以歷史教育學生，讓其反思身份認同問題。

## 社會服務
何漢權擔任教育評議會主席、香港電台節目顧問、海華基金會師鐸獎評審委員、香港大學中國歷史研究碩士同學會會長、博彩及獎券事務委員會委員、平和基金諮詢委員會委員、團結香港基金顧問、全國港澳研究會理事等。

### 父親節調查報告
何漢權建議父親與子女每天的溝通宜在15分鐘以上，並多出席學校舉辦的親子活動，如家長日、陸運會等。立法父親有待產假能改善香港的家庭教育政策，而這絕非單單以僅以公務員作試點能做到的。新政府應盡快研究相應的對策，促進父親及子女的溝通。

### 爭取侍產假
何漢權指出，香港公務員已經實行5日男士侍產假，當局應盡快擴大至全港。他又引述，精神科醫生指近年女教師患產前或產後抑鬱症人數不斷上升，原因與懷孕時沒有親人陪伴有關。

### 反對港獨
何漢權反對香港獨立的主張，曾經斥責港獨「醜陋」、「違國民核心身份」，支持警方取締香港民族黨、禁止該黨繼續運作，認為它帶來恐怖和不安，威脅國家安全，稱如果行使言論自由卻為別人帶來恐懼和不安，當局便要阻止。他曾說「若年輕人認識國家歷史後，仍支持港獨，是對不起歷史。」，形容港獨對不起歷史、對不起先民，稱「香港與內地血濃於水......飲食習慣、語言文字是密不可分的。」

## 爭議事件

### 霍去病戰死
國史教育中心舉辦「中國歷史人物選舉」，西漢抗匈奴名將霍去病獲得3.7萬票當選。何漢權受訪時說：「每個延伸價值都很強。例如霍去病延伸價值是他很年青就戰死，但戰功彪炳。他的一生不是以時間定意義，而是功績定意義。」事實霍去病是病死，何漢權被嘲不懂歷史。

## 文章結集
- 「有教無懼」 (2000)
- 「我也在乎」 (2001)
- 「教育茶餐廳」(2010)
- 「我是香港真本土」(2017)
- 校長也上課
- 教育，過眼不雲煙

## 家庭
何漢權已婚，妻子彭幼婷，風采中學前校長。育有一女。

## 外部連結
- 何漢權的Facebook專頁
- 何漢權@灼見名家 （页面存档备份，存于）
- 名家博客 - 何漢權 - 亞洲週刊 (yzzk.com) （页面存档备份，存于）
- 何漢權@思考香港 （页面存档备份，存于）
- 探射燈：何漢權捍衞中史力抗教改 （页面存档备份，存于）